# خافيير فرنانديز (متزلج فني)
خافيير فرنانديز (بالإسبانية: Javier Fernández López)‏ (و. 1991  م) هو متزلج فني إسباني، ولد في مدريد، شارك في الألعاب الأولمبية الشتوية 2010، والألعاب الأولمبية الشتوية 2014، والألعاب الأولمبية الشتوية 2018.

## جوائز
حصل على جوائز منها:
- الميدالية الذهبية لمدريد  [لغات أخرى]‏ (2017)[4]
- وسام الثاني من مايو الإسباني برتبة الصليب الأعظم  [لغات أخرى]‏ (2015)[5]
- الميدالية الذهبية للاستحقاق الرياضي في إسبانيا ‏.

## روابط خارجية
- خافيير فرنانديز على موقع الاتحاد الدولي للتزلج (الإنجليزية)
- خافيير فرنانديز على موقع اللجنة الأولمبية الدولية (الإنجليزية)
- خافيير فرنانديز على موقع أوليمبيديا (الإنجليزية)
- خافيير فرنانديز على موقع اللجنة الأولمبية الإسبانية (الإسبانية)